# Oroszlány
Oroszlány (německy Ohreslahn, doslova archaicky lev – znak města je mluvící) je maďarské město v župě Komárom-Esztergom a je správním centrem stejnojmenného okresu Oroszlány.
Město se rozkládá na ploše 75,86 km². Nachází se na severozápadním svahu vrcholu Vértes, zhruba 15 kilometrů jihozápadně od města Tatabánya. Symbolem města je betonová vodárenská věž. Nápadné je zde také i jezero, které sloužilo pro chlazení místní tepelné elektrárny.

## Historie
První písemná zmínka o obci pochází z roku 1383. Původně byla uváděna pod názvem Oroszlankew. Hrad je dále připomínán roku 1536. Nejspíše existoval do tureckých výbojů, kdy byl zcela zničen, včetně okolní vesnice. 
Po dobytí území od Turků nechal rod Esterházyů dosídlil kraj lidmi z oblasti dnešního Slovenska, čímž kromě Maďarů přišli na území této oblasti i Slované. Dosídlenci z okolí Nitry, Bratislavy a Trnavy si zde vybudovali nové domy a stavení; rozebrány byly základy původního hradu. Na mapě prvního vojenského (josefinského) mapování z konce 18. století existuje vesnice se zástavbou orientovanou jen podle hlavní ulice. V její blízkosti se nacházely vinicie a klášter. Do konce 19. století se rozšířila severním a jižním směrem a přibylo několik dalších ulic.
Ve 20. století bylo město známé především díky těžbě uhlí. Ložiska hnědého uhlí v okolí Oroszlány byly objeveny na přelomu 19. a 20. století. Díky tomu se zvýšil počet obyvatel a město se rozšířilo o nové části. Roku 1954 získalo statut města. Postaveny byly bytové domy ve stylu socialistického realismu, ne nepodobné těm v Porubě nebo jiných městech tehdejší východní Evropy. Později vznikla i panelová sídliště. Ta obklopují čtvrti s rodinnými domy a leží západně od původní vsi. Od roku 1961 byla v provozu tepelná elektrárna. Ještě na přelomu 80. a 90. let pracovalo v Oroszlány 7500 horníků. Na přelomu 20. a 21. století byla těžba uhlí utlumena a ekonomika města se přeorientovala na jiný způsob fungování.

## Obyvatelstvo
V roce 2006 zde žilo 19 449 obyvatel. 

## Ekonomika
Tradičně zde byli lidé zaměstnáni v těžbě uhlí a místní tepelné elektrárně, která zajišťovala dálkové vytápění.
Vedle města se nachází průmyslový park, kde obvykle fungují různé závody (montovny). Stojí v původním areálu nedaleko místního nádraží. Zároveň zde sídlí čtyři ze 100 největších společností v okrese (BorgWarner Oroszlány Kft., GE Water and Process Hungary Kft., Wescast Hungary Zrt., Vértesi Erőmű Zrt.), které obci zajišťují stabilní příjem z místních daní z podnikání.

## Kultura
Při hlavní třídě (Ference Rakócziho) se nachází náměstí, kde kromě radnice stojí i městská knihovna a sportovní centrum s bazénem. Na hlavním náměstí stojí také socha reprezentující místní horníky (banyászok). Ve městě stojí také hornické muzeum. Expozice se nachází také i v bývalém dole.

## Doprava
Do města vede železniční trať z Tatabányi. Trať v tomto městě je ukončena. Kromě toho sem směřují silnice nižích tříd, dálnice ani silnice celostátního významu do Oroszlány nevedou.

## Osobnosti města
- Zsuzsanna Szabóová (* 1973) – bývalá atletka, skokanka o tyči

## Partnerská města
- Kuhmo, Finsko
- Plochingen, Německo
- Šaľa, Slovensko